# Eligio Insfrán
Eligio Insfrán (27 ottobre 1935) è un ex calciatore paraguaiano, di ruolo attaccante.

## Carriera
Prese parte con la Nazionale paraguaiana ai Mondiali del 1958. Giocò inoltre due Campionati sudamericani nel 1959.